# Jean du Fou
Jean (II.) du Fou († Juni 1492) war ein Mundschenk und Kammerherr des Königs Ludwig XI.

## Leben
Jean (II.) du Fou war der Sohn von Jean (I.) du Fou († 1460), einem Angehörigen der Familie der Vicomtes von Le Faou in Cornouaille, Seigneur de Kerjestin (in Ergué-Gabéric), Ker an Lan (in Névez) und Rustéphan (in Nizon); seine Brüder waren Yvon du Fou, Mundschenk, Großjägermeister von Frankreich und Berater Ludwigs XI., und Raoul du Fou, Bischof von Angoulême, Bischof von Périgueux und Bischof von Évreux.
Er wird 1454 erstmals als Mundschenk erwähnt, gehörte anschließend zum Gefolge Ludwigs, der damals noch Dauphin war, und der ihn am 8. Januar 1456 zum Kapitän und Kastellan von Beaumont-en-Trièves ernannte. 1461 war er Berater und Kammerherr, dann Erster Mundschenk Ludwigs XI., 1463 Kapitän von Cherbourg. 1469 war er wiederum Erster Mundschenk, ebenso am 8. Juni 1470 und 1475.
Am 19. Juni 1470 ratifizierte er für den König den Vertrag von Ancenis. 1479 wurde er zum Bailli von Verneuil und der dortigen Tour-Grise ernannt. Von 1484 bis 1491 war Bailli de Touraine.

## Ehe und Familie
Jean du Fou heiratete um 1458 Jeanne de La Rochefoucauld († nach 6. April 1499), Dame de Montbazon, de Sainte-Maure, de Nouastre, de Brandon (in Athée-sur-Cher), de Hérisson, de Leigné en L’Houmois, d’Aizie etc., Tochter von Aymar de La Rochefoucauld, Ritter, Seigneur de Montbazon, de Sainte-Maure, de Nouastre, de Brandon etc. († um 1461), Kammerherr des Königs (Haus La Rochefoucauld), und Jeanne de Martreuil, Dame d’Aizie, de Hérisson, et de La Saisine (in Vautebis), de La Liborlière (in Pamproux), de Leigné, d’Argentières (in Melles), du Plessis-Olivier (in Chiché) etc. († nach 1467). Ihre Kinder waren:
1. Yves († vor 1484)
2. Tochter († vor 1470), die Jacques de Daillon heiratete sollte, den ältesten Sohn von Jean de Daillon (Haus Daillon)
3. 3 Kinder († vor 1484)
4. Renée (* um 1470), Dame de Nouastre, de Hérisson et Crémilles, dann Dame de Kerjestin, du Rustéphan, de Montbazon, de Sainte-Maure, de Saint-Georges, d’Aizie, de La Bourdinière en Parthenay etc. ⚭ (1) (Ehevertrag 9. August 1492) Louis III. de Rohan, Seigneur de Guéméné († 1498) (Haus Rohan)[6] ; ⚭ (2) Wilhelm der Jüngere von der Mark († 20. Mai 1516), Sohn von Wilhelm I. von der Mark (Haus Mark).[7]

Jean du Fou starb im Juni 1492.